# Conferencia Internacional de la Región de los Grandes Lagos
La Conferencia Internacional de la Región de los Grandes Lagos (ICGLR) es una organización intergubernamental formada por los países africanos de la región africana de los Grandes Lagos para resolver problemas de conflictos entre los Estados miembros dentro de la misma región.

## Historia
La región de los Grandes Lagos ha sido un foco de conflictos en las últimas décadas, y se han realizado varios intentos para estabilizar la zona y promover su desarrollo. Después de los grandes conflictos de la década de los 90 como la guerra civil de Burundi, los conflictos del este de la RDC o el genocidio ruandés se estableció la Conferencia Internacional sobre la Región de los Grandes Lagos (CIRGL) en 2004 por parte de 12 naciones de esta región en colaboración con las Naciones Unidas (ONU) y la Unión Africana (UA). 
Pese a estos esfuerzos la región cuenta actualmente con al menos once situaciones de conflicto: el conflicto de Kordofán del Sur y del Nilo Azul y la  tercera guerra civil sudanesa en Sudán, los conflictos tribales sudaneses y la insurgencia del Ejército de Resistencia del Señor en Sudán del Sur, la insurgencia de las Fuerzas Democráticas Aliadas y los conflictos de Ituri, Kivu, y Katanga en la República Democrática del Congo, la segunda guerra civil centroafricana en la República Centroafricana, la insurgencia islamista de Cabo Delgado en Tanzania, la guerra de Cabinda en Angola. Además, la región se está recuperando de distintos niveles de disturbios civiles en Angola, Kenia, la República del Congo, Ruanda y Uganda.

## Actividades
La ICGLR funciona como organismo mediador en los conflictos de la zona, y sus Estados miembros han firmado tres acuerdos desde su creación que son el de Dar-es-Salaam, el de Nairobi y el de Addis Abeba.
La organización participa también en la aplicación de las distintas regulaciones elaboradas para combatir el financiamiento de fuerzas de seguridad y grupos armados de la región a través de la venta de recursos de conflicto, como los certificados proceso de Kimberley o la Iniciativa Regional de Recursos Naturales (RINR) ideada por la propia ICGLR.

## Afiliación
La organización está formada por los siguientes miembros:
- Angola
- Burundi
- República Centroafricana
- República del Congo
- República Democrática del Congo
- Kenia
- Ruanda
- Sudán
- Sudán del Sur
- Tanzania
- Uganda
- Zambia

### Miembros cooptados
- Botsuana
- Egipto
- Etiopía
- Malaui
- Mozambique
- Namibia
- Zimbabue

## Líderes

### Secretarios ejecutivos
| País                            | Nombre               | Término         |
| ------------------------------- | -------------------- | --------------- |
| Tanzania                        | Liberata Mulamula    | 2006-2011       |
| República Democrática del Congo | Ntumba Luaba         | 2011-2016       |
| Kenia                           | Zachary Muburi-Muita | 2016-2020       |
| Angola                          | João Caholo          | 2020-actualidad |